# Club San Fernando

Grímpola del club

El Club San Fernando es un club deportivo y social situado en la ciudad de San Fernando en la Provincia de Buenos Aires a unos 28 km de la ciudad de Buenos Aires, Argentina.

Desde 2011, han jugado varias veces el llamado "Clasico del Ascenso" o "Clasico del Delta", y es el partido más importante de la temporada para ambos equipos.

## Infraestructura del club
Posee una superficie de 79 hectáreas, de las cuales 16 corresponden a la zona continental y 63 a la Isla Benjamín Viedma, ubicada al margen izquierdo del Río Luján (la limitan el Canal Vinculación al sur, el Río Gutiérrez al este y el Río Abra Vieja al norte); cuenta con instalaciones para la práctica deportiva, un bar/parrilla, un lago artificial de agua salada, amarras, parrillas con wifi y solárium.
- El club posee variadas prácticas deportivas como vóley, rugby, fútbol, tenis, pelota paleta, remo, canotaje, natación, gimnasio, básquet, hockey
- El club cuenta con varias piscinas (grande, mediana y chica) climatizadas
- El club posee vestuarios con duchas para damas y caballeros.
- El club cuenta con 3 salones para alquilar tanto para socios como no socios.También puede utilizarse su isla o su costa para cualquier tipode evento

## Historia
Fue fundado el 25 de noviembre de 1905 como Club Atlético San Fernando.
A comienzos de la década de 1910, la ciudad de San Fernando se destacaba en el norte bonaerense por su empuje económico y calidad de vida. A pesar de ello su oferta deportiva se limitaba al Atlético San Fernando, el Social Unión y el Fénix Club Gimnasia y Esgrima, quienes competían por la supremacía desplegando una intensa vida social. 
Con una zona preparada para los deportes náuticos, los aficionados sanfernandinos debían asociarse a los clubes del Tigre porque se carecía de una entidad local donde practicarlos. Aun así, tripulaciones completas de jóvenes lugareños intervenían en regatas internacionales representando, entre otros, al Buenos Aires Rowing Club y al Club Canottieri Italiani.
El 3 de marzo de 1923 reunidos en asamblea extraordinaria, 72 asociados de los clubes Social Unión y Atlético San Fernando rubricaron el acta que dio nacimiento al Club San Fernando.

### Fútbol
En 1907 se afilia a la Asociación Argentina de Football, compitiendo en la Tercera División. Allí logró un buen desempeño al salir primero en la Sección 3, donde también compitieron el segundo equipo de River Plate y el tercero de Racing, pero caería por 4 a 1 en semifinales ante Atlanta, que sería el campeón. Aun así, su campaña lo convenció de incorporarse a la Segunda División en 1908.
En 1911, perdió la categoría debido a que la Segunda División descendió a la tercera categoría; pero en 1912 se incorpora a la División Intermedia de la Federación Argentina de Football, recuperando la categoría. Allí disputó el 18 de agosto su primer clásico ante Tigre, el cual ganó por 2 a 1; luego caería en la revancha el 24 de noviembre por el mismo marcador, resultado determinante para la conquista del campeonato del matador.
Luego San Fernando volvería a la Asociación.

#### Primer campeonato
Tras la unificación del fútbol, San Fernando retorna a la Segunda División en 1917, donde quedó tercero en su sección a 3 puntos de Palermo, que luego sería campeón. En la Copa de Competencia, venció a Villa Real por 2 a 1 y a Comercio por 2 a 0, pero cayó ante Argentino por 3 a 1.
En 1918, el equipo logra su mejor campaña: logra vencer en su sección, asegurando el ascenso; vence en la Zona Norte y concreta su primer título al vencer en la final a Del Plata.

#### Llegada a Primera División
En 1919 se produce un nuevo cisma en el fútbol argentino, y el club decide quedarse en la Asociación Argentina, donde compitió en la División Intermedia. Allí cosechó resultados moderados, que lo dejarían fuera de la pelea por el título varias instancias antes. Sin embargo, la Asociación Argentina, debido a la reducción de participantes sufrida en 1919, optó por el aumento de los ascensos en los siguientes años.
La fortuna se daría en 1921, después de que se suspendió el campeonato faltando una rueda. En agosto, se resolvió dividir a los equipos en 2 zonas, donde en una de ellas competirían por 5 ascensos. San Fernando compitió en esta última, donde logró el cuarto lugar y ascendió a Primera División.

#### Debut en copas nacionales
Previo a debutar en un campeonato de Primera División, hizo su debut en la Copa de Competencia Jockey Club, copa de Primera División que en la edición 1921 incorporó a los equipos de la División Intermedia. El 24 de julio enfrentó a Huracán y cayó por 2 a 0.
En 1925 volvió a disputar la copa, donde accedió directamente a octavos de final, pero cayó ante All Boys, que luego sería campeón.
En 1926 disputó la Copa Estímulo, donde quedó eliminado al finalizar penúltimo en su grupo. Allí consiguió su primera victoria en una copa de Primera, al vencer por 3 a 2 a Porteño.

#### Descensos y desafiliación
San Fernando hizo su debut en el Campeonato de Primera División el 23 de abril de 1922 con un 1 a 1 frente a Sportivo del Norte y consiguió su primera victoria el 21 de mayo ante Argentinos Juniors por 2 a 1.
La mayoría de sus campañas fueron pobres, quedando en la mayoría de las temporadas en las últimas posiciones. Sin embargo, se destacan 2 campañas regulares en 1924 y 1926, donde alcanzó el décimo y noveno puesto, respectivamente.
A partir de 1927, con la reunificación del fútbol argentino, su desempeño no cambiaría. Acolchonado por la gran cantidad de participantes, se mantendría en mitad de tabla apenas superando el vigésimo puesto.

## Deportes practicados en el club

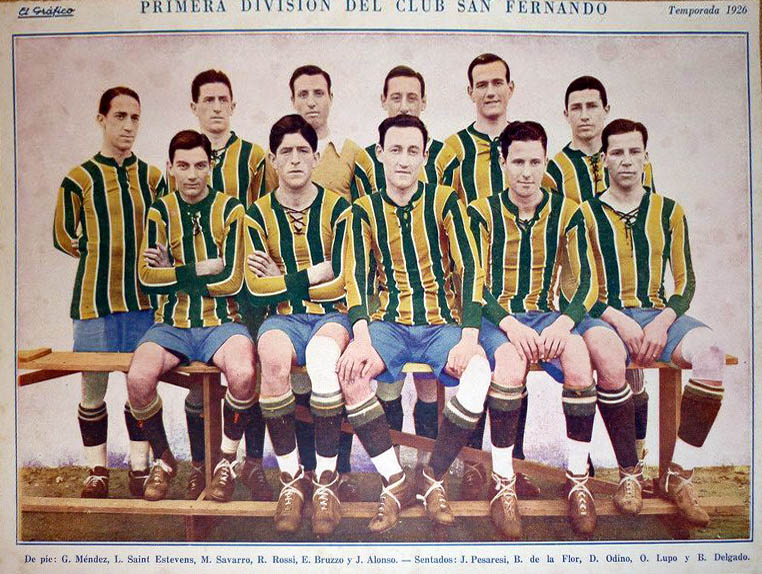
Equipo de fútbol de San Fernando en 1926.

- Vóley
- Canotaje
- Fútbol
- Gimnasia
- Hockey
- Judo
- Natación
- Paleta frontón
- Remo (deporte)
- Rugby
- Taekwondo
- Tenis
- Vela
- Baloncesto
- Optimis

## Infraestructura deportiva
El club posee una amplia infraestructura deportiva:
- 5 Canchas de fútbol 11 (4 en la isla)
- 2 Canchas de Futbol 5 de cemento
- 4 Canchas de básquetbol. (Gimnasio Cubierto)
- 4 Canchas de voleibol. (Gimnasio Cubierto)
- 4 Canchas de rugby. (2 en la isla)
- 2 Canchas de hockey (1 de césped sintético de agua.)
- 3 Canchas de bochas.
- 15 Canchas de tenis.
- 1 Cancha de paddle.
- 1 Cancha de pelota a paleta.
- 1 Gimnasio.
- 1 Tatami.
- 1 Sala de yoga.
- 1 Sala de taekwondo. (ex sala de ajedrez)
- 3 Piletas (1 Climatizada) + Lago balneario en la Isla.
- 1 Galpón de remo ( botes de paseo y/o competición).
- 1 Guardería de embarcaciones deportivas a vela.
- 1 Guardería de embarcaciones a motor (360 embarcaciones).
- 2 Amarras en Continente e Isla (800 embarcaciones).
- 1 Restaurante.
- 1 Amplio Salón con estructura tipo teatro (Salón de Cultura)
- Bares y Kioscos.
- 2 Embarcaciones que cruzan el río hasta la isla y de regreso al continente

## Acceso al club
El Club se encuentra muy cercano a la Estación San Fernando R del Tren de la Costa.

## Clásico rival
Su antiguo clásico rival fue el Club Atlético Tigre.
Compartieron divisional en la Asociación Argentina de Football por primera vez en 1911, cuando aún eran Club Atlético San Fernando y Club Atlético Juventud del Tigre, en la Segunda División. Sin embargo, el primer enfrentamiento registrado se dio el 18 de agosto de 1912 en la División Intermedia de la Federación Argentina de Football, donde San Fernando venció por 2 a 1. Luego se enfrentaron por el partido de la segunda rueda, el 24 de noviembre, con triunfo de Tigre por 2 a 1. Tras el ascenso de Tigre, el clásico se vio postergado por 15 años.
La reunificación del fútbol argentino, permitió que el clásico se disputase por primera vez en la máxima categoría. El 16 de octubre de 1927, por la fecha 26 del Campeonato de Primera División, Tigre y San Fernando se enfrentaron en la cancha del Lechero Ahogado, vieja cancha de Tigre en el Rincón de Milberg. El encuentro terminó en una goleada por 4 a 1 a favor de San Fernando, con doblete de Torres y tantos de Castro y García, mientras Poletti anotó para el local. El clásico fue el cuarto encuentro que más recaudó de los 14 encuentros de la fecha disputados ese domingo, quedando detrás de Racing ante Ferro, Estudiantes ante Boca y Palermo ante Quilmes.
El último clásico se disputó el 8 de marzo de 1931, por la fecha 31 del Campeonato de 1930, donde Tigre triunfó por 4 a 0 en la cancha de San Fernando. El 17 de mayo, iban a enfrentarse por la fecha 2 del Campeonato de 1931 pero la fecha no se disputó, debido a la crisis que estalló el 10 de mayo en el transcurso de la primera fecha. Finalmente, el 20 de mayo, Tigre y otros 17 clubes se retiraron de la Asociación y fundaron la Liga Argentina, que fue la primera liga profesional del país. Por su parte, San Fernando decidió quedarse en la Asociación amateur.

### Partidos
| División Intermedia 1912; 18 de agosto de 1912 | San Fernando | 2:1 | Tigre | Cancha de San Fernando, San Fernando |  |

| División Intermedia 1912; 24 de noviembre de 1912 | Tigre | 2:1 | San Fernando | Cancha de Tigre, Tigre |  |
| 15:20                                             | Morando, Valle, Calzetta, Merello, Voenna , F. Martínez, Santoro, N. Martínez, Rodríguez, Crespo y Saluzzi |     |              |                        |  |

| Primera División 1927; 16 de octubre de 1927 | Tigre   | 1:4 | San Fernando             | Rincón de Milberg, Tigre |  |
|                                              | Poletti |     | Torres · Castro · García |                          |  |

| Primera División 1928; 11 de noviembre de 1928 | San Fernando | 1:1 (1:1) | Tigre | Estadio de San Fernando, San Fernando |  |
|                                                | Bissio, Pérez, De Vicente, Saint Esteven, Brizuela, Alonso, Novellino, Ramos, Echeverría, Luppo y Castro · Luppo 12' |           | Lemonier, Carmona, Cuello, Simoni, Dañil, Ossuna, Heissinger, G. Haedo, Giulidori, J. C. Haedo y Santillan · 16' Heissinger |                                       |  |

| Copa Estímulo 1929; 15 de septiembre de 1929 | San Fernando | 1:1 | Tigre | Estadio de San Fernando, San Fernando |  |
|                                              | Poggi, Rodríguez, De Vicente, Saint Esteven, Gómez, Alonso, Girolla, Ramos, Urbieta Sosa, Luppo y Castro · Urbieta Sosa 39' |     | Spadazzi, Carmona, Cuello, Simoni, Dañil, Giulidoli, Santillan, Ferreyra, G. Haedo, J. C. Haedo y Pérez · 9' G. Haedo |                                       |  |
| Suspendido a los 43 minutos. No se definió.  | |     | |                                       |  |

| Primera División 1930; 8 de marzo de 1931 | San Fernando                                                                                              | 0:4 (0:1) | Tigre | Estadio de San Fernando, San Fernando |                        |
|                                           | Poggi, Rossi, Recanatini, Alonso, Brizuela, Saint Esteven, Girola, Ramos, Ferrara, Luppo y Iglesias Pérez |           | Spadazzi, Carmona, Cuello, Simone, Dañil, Solezzi, Corna, Pérez, G. Haedo, J. C. Haedo y Chagez · 43' 70' 83' Pérez · 46' G. Haedo | Árbitro(s): Garigliano                | Árbitro(s): Garigliano |

| Primera División 1931; 17 de mayo de 1931 | Tigre | vs. | San Fernando | Rincón de Milberg, Tigre |  |
|                                           |       |     |              | Árbitro(s): De Sposito   |  |
| No se disputó. El certamen fue cancelado. |       |     |              |                          |  |

## Palmarés
Algunos de los títulos ganados por San Fernando en diferentes deportes:

### Hockey sobre césped
Masculino
- Metropolitano de Primera División (15): 1958, 1960, 1962, 1964, 1966, 1967, 1970, 1971, 1975, 1978, 1982, 2003, 2006, 2017, 2021

Femenino
- Metropolitano de Primera División (4): 1982, 2002, 2021, 2023

### Fútbol
- Segunda División (1): 1918

### Rugby 7
- Seven de la URBA (1): 2008

## Datos del club

### Cronología lineal
- Temporadas en Primera División: 10 (1922-1931)
- Temporadas en segunda categoría: 9
  - Temporadas en Segunda División: 3 (1908-1910)
  - Temporadas en División Intermedia: 5 (1912, 1914, 1919-1921)
  - Temporadas en Primera División Sección B: 1 (1932)
- Temporadas en tercera categoría: 4
  - Temporadas en Tercera División: 1 (1907)
  - Temporadas en Segunda División: 3 (1911, 1917-1918)

- Participaciones en Copa de Competencia Jockey Club: 3 (1921, 1925, 1931)
- Participaciones en Copa Estímulo: 1 (1926)
- Participaciones en Copa de Competencia de División Intermedia: 1 (1917)

### Cronología por año
Cronología del club en categorías de la Asociación Argentina de Football:
| Temp. | Div. | Clubes | Pos. | Pts       | PJ        | PG        | PE        | PP        | GF        | GC        | DG        | Copa                        | Otras copas |
| ----- | ---- | ------ | ---- | --------- | --------- | --------- | --------- | --------- | --------- | --------- | --------- | --------------------------- | ----------- |
| 1907  | 3D   | 29     | 3°   | —         | 17        | sd        | sd        | sd        | 1         | 4         | -3        | —                           | —           |
| 1908  | 2D   | 36     | —    | —         | 16        | Sin datos | Sin datos | Sin datos | Sin datos | Sin datos | Sin datos | —                           | —           |
| 1909  | 2D   | 37     | —    | —         | 18        | Sin datos | Sin datos | Sin datos | Sin datos | Sin datos | Sin datos | —                           | —           |
| 1910  | 2D   | 36     | —    | —         | 22        | Sin datos | Sin datos | Sin datos | Sin datos | Sin datos | Sin datos | —                           | —           |
| 1911  | 2D   | sd     | —    | Sin datos | Sin datos | Sin datos | Sin datos | Sin datos | Sin datos | Sin datos | Sin datos | —                           | —           |
| 1912  | DI   | 9      | —    | —         | 16        | Sin datos | Sin datos | Sin datos | Sin datos | Sin datos | Sin datos | —                           | —           |
| 1914  | DI   | sd     | —    | Sin datos | Sin datos | Sin datos | Sin datos | Sin datos | Sin datos | Sin datos | Sin datos | —                           | —           |
| 1917  | 2D   | 72     | 3°   | 22        | 14        | 9         | 4         | 1         | 15        | 4         | 11        | Cuartos de final (CC)       | —           |
| 1918  | 2D   | 71     | 1°   | 20        | 11        | 10        | 0         | 1         | 15        | 4         | 11        | —                           | —           |
| 1919  | DI   | 24     | 7°   | 17        | 18        | 7         | 3         | 8         | sd        | sd        | sd        | —                           | —           |
| 1920  | DI   | 26     | 4°   | 19        | 16        | 7         | 5         | 4         | sd        | sd        | sd        | —                           | —           |
| 1921  | DI   | 25     | 4°   | 12        | 9         | 5         | 2         | 2         | sd        | sd        | sd        | Dieciseisavos de final (JC) | —           |
| 1922  | A    | 17     | 15°  | 11        | 16        | 3         | 5         | 8         | 14        | 30        | -16       | —                           | —           |
| 1923  | A    | 23     | 17°  | 23        | 29        | 8         | 7         | 14        | 32        | 45        | -13       | —                           | —           |
| 1924  | A    | 22     | 10°  | 21        | 21        | 7         | 7         | 7         | 27        | 26        | 1         | —                           | —           |
| 1925  | A    | 23     | 21°  | 13        | 22        | 4         | 5         | 13        | 19        | 30        | -11       | Octavos de final (JC)       | —           |
| 1926  | A    | 18     | 9°   | 17        | 17        | 8         | 1         | 8         | 21        | 24        | -3        | Grupo B (CE)                | —           |
| 1927  | A    | 34     | 16°  | 35        | 33        | 12        | 11        | 10        | 55        | 48        | 7         | —                           | —           |
| 1928  | A    | 36     | 17°  | 33        | 35        | 12        | 9         | 14        | 55        | 56        | -1        | —                           | —           |
| 1929  | A    | 35     | 7°   | 17        | 17        | 6         | 5         | 6         | 31        | 20        | 11        | —                           | —           |
| 1930  | A    | 36     | 19°  | 33        | 35        | 13        | 7         | 15        | 47        | 63        | -16       | —                           | —           |
| 1931  | A    | 16     | 16°  | 2         | 15        | 1         | 0         | 14        | 13        | 48        | -35       | Grupo Norte 1 (JC)          | —           |
| 1932  | B    | 14     | 13°  | 14        | 24        | 4         | 6         | 14        | 22        | 36        | -14       | —                           | —           |

#### San Fernando II
Cronología del equipo alternativo en categorías de la Asociación Argentina de Football:
| Temp. | Div. | Clubes | Pos. | Pts | PJ | PG        | PE        | PP        | GF        | GC        | DG        | Copa | Otras copas |
| ----- | ---- | ------ | ---- | --- | -- | --------- | --------- | --------- | --------- | --------- | --------- | ---- | ----------- |
| 1908  | 3D   | 39     | —    | —   | 18 | Sin datos | Sin datos | Sin datos | Sin datos | Sin datos | Sin datos | —    | —           |
| 1909  | 2D   | 37     | —    | —   | 16 | Sin datos | Sin datos | Sin datos | Sin datos | Sin datos | Sin datos | —    | —           |

## Ruptura en Rugby y fundación del Club Delta
En 2009, comenzó un desencuentro entre los jugadores con la dirigencia del Club San Fernando, porque el entonces Presidente Osvaldo Rapagna no les permitió elegir los entrenadores, tal cual marcaba la costumbre, pero no los estatutos.
La gota que rebalsó el vaso fueron las suspensiones a cinco de los players del plantel superior (Ramiro Dobal, Nicolás Álamo, Nicolás Lovisolo, Mariano Dobal y Mariano Sanguinetti), quienes recibieron las sanciones por estar en desacuerdo con la designación de los entrenadores y las constantes peleas.
Esto culminó en que unos 40 rugbistas se vayan del club, y  acompañados por ex entrenadores y directivos, formaran una nueva agrupación llamada Delta Rugby Club.